# Westminster Theological Seminary
Das Westminster Theological Seminary ist seit 1929 ein presbyterianisches und reformiertes Theologisches Seminar in Glenside, Pennsylvania, eine christliche Hochschule mit einem Ableger in London und seit 1980 im kalifornischen Escondido. Alle Kuratoren und Mitglieder der Fakultät müssen ihr Einverständnis mit der theologischen Sicht erklären, wie sie im Bekenntnis von Westminster, dem großen und dem kleinen Westminster Katechismus – den drei lehrmäßigen Hauptdokumenten vieler presbyterianischer Denominationen – dargelegt ist. Das Westminster Seminary UK in Newcastle upon Tyne ist auch ein presbyterianisches theologisches Seminar, das jedoch geschichtlich, geografisch und organisatorisch nicht direkt mit dem Westminster Theological Seminary verbunden ist.

## Geschichte

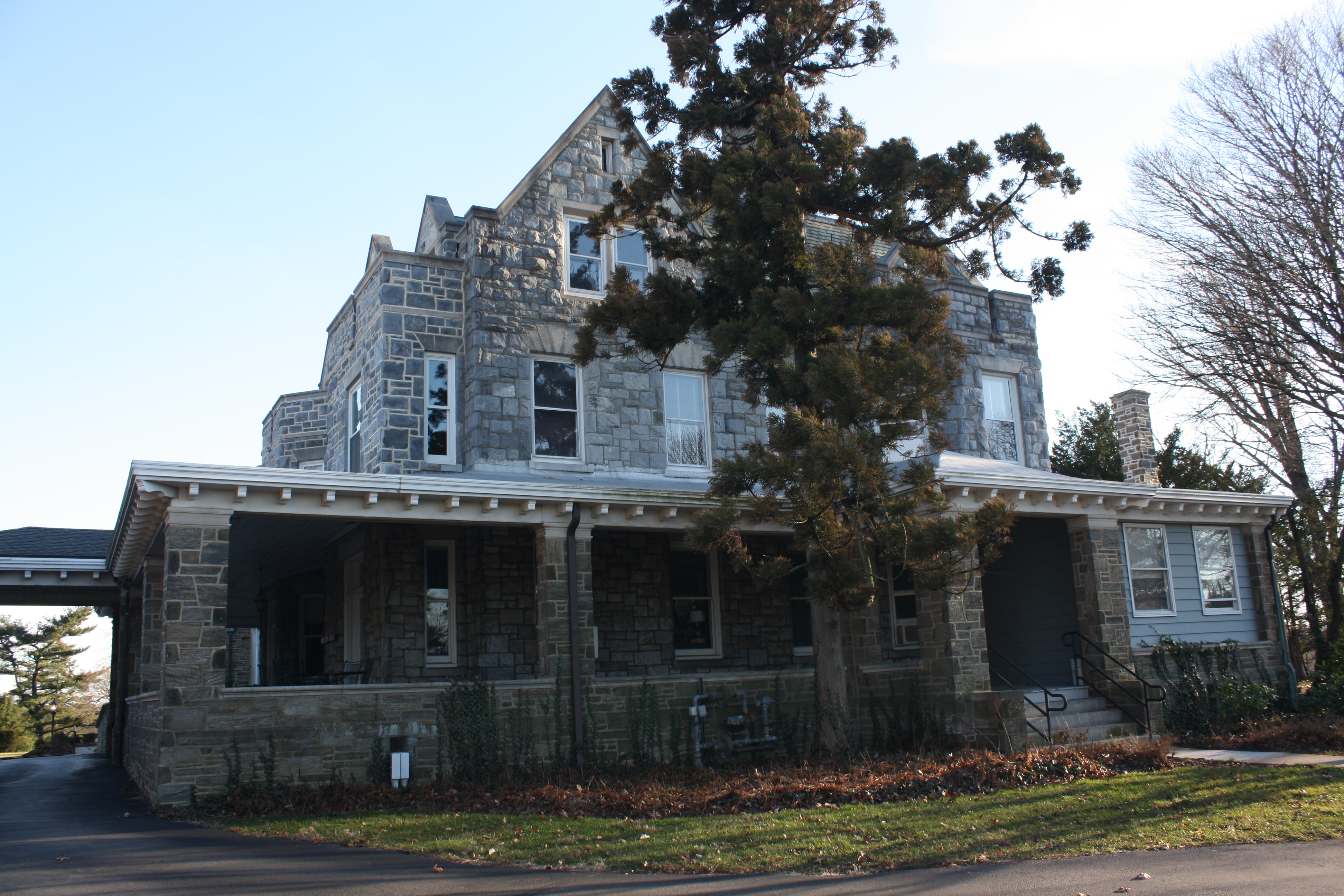
Die John Gresham Machen Memorial Hall

Die theologische Hochschule wurde 1929 in einer Wohnung in Philadelphia ins Leben gerufen, hauptsächlich unter der Führung und durch die Finanzierung des Neutestamentlers John Gresham Machen und seiner Freunde Robert Dick Wilson, Oswald T. Allis und Cornelius Van Til. Nach 23 Jahren Lehrtätigkeit am Princeton Theological Seminary trat er dort zurück, weil er dessen liberale Ausrichtung nicht mehr mittragen konnte. Denn er hatte eine Ausbildungsstätte vor Augen, die eine christuszentrierte, an der Bibel und den reformierten Bekenntnissen orientierte Theologie verfolgte, praxisbezogen und von hochstehender Bildung war. Obwohl unabhängig von der Orthodoxen Presbyterianischen Kirche, die von Machen 1936 mitbegründet wurde, unterhielt sie lange Zeit eine enge Beziehung mit ihr. Der erste Präsident der Hochschule war Edmund Clowney, der sein Amt von 1966 bis 1984 ausübte. Seine Amtsnachfolger waren George Fuller and Samuel T. Logan.

Im Jahr 1980 begann sich das Seminar geografisch in den Westen der USA auszudehnen. Der kalifornische Zweig von Westminster wurde 1982 unabhängig unter dem Namen Westminster Seminary California. Im Jahr 1993 wurden erste Studien im texanischen Dallas angeboten, 2009 folgte  die Etablierung des eigenständigen Redeemer Theological Seminary auf dem Areal der Park Cities Presbyterian Church. 

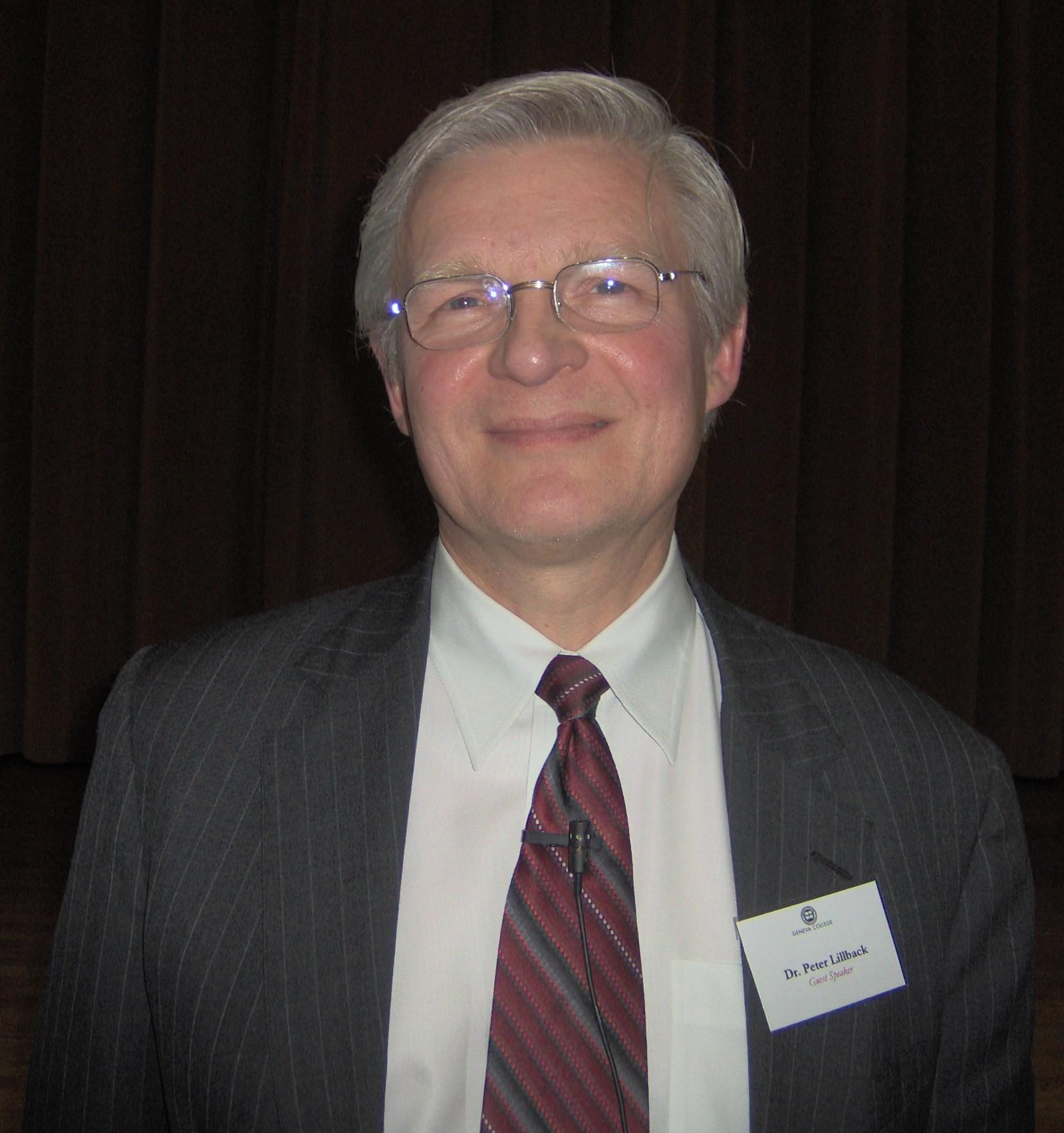
Peter Lillback, Präsident von Westminster

 Der jetzige Präsident Peter Lillback ist auch als Professor für Historische Theologie (Kirchen- und Dogmengeschichte) tätig. Schwerpunkte der Ausbildung im 21. Jahrhundert sind eine exegetisch begründete systematische und historische Theologie, biblische Beratung, „präsuppositionelle“ Apologetik, christuszentrierte Hermeneutik und Predigt.

## Akkreditierung
Westminster wurde 1986 von der Association of Theological Schools in the United States and Canada akkreditiert. Die Fakultät erhielt bereits 1954 die Akkreditierung von der Middle States Association of Colleges and Schools.
Im Juni 2011 genehmigte die Kommission der mittleren US-Bundesstaaten für höhere Bildung ein Verfahren, „den Kontrollbericht zu akzeptieren und die Inspektion durch die Vertreter der Kommission zu beachten. Es geht darum, die Warnung aufzuheben und die Akkreditierung zu bekräftigen, sowie einen Bericht über den Fortschritt zu verlangen bis Oktober 2011, der die fortgesetzte Entwicklung und Umsetzung eines umfassenden strategischen Planes für die Institution enthält, der langfristige Planung mit Entscheidungs- und Budgetierungsprozessen verbindet. Die nächste Visitation zur Beurteilung der Lage wurde nun auf die Jahre 2013–2014 angesetzt.“

## Akademische Tätigkeiten
Die Hochschule bietet zurzeit folgende akademischen Ausbildungsgänge an: den Master of Divinity, mehrere Master of Arts, den Master of Theology, den Doctor of Philosophy sowie den Doctor of Ministry.
Westminster veröffentlicht das halbjährliche Westminster Theological Journal.

## Bekannte Lehrer
Folgende Lehrer und Professoren am Westminster Theological Seminary erreichten einen Bekanntheitsgrad über die amerikanische Kultur hinaus und in den europäischen Raum hinein:
- Jay E. Adams (1929–2020), lehrte Homiletik, Seelsorge und Praktische Theologie 1963–1983
- Edmund Clowney (1917–2005), lehrte praktische Theologie, Präsident 1966–1984
- Peter Enns (* 1961), lehrte Altes Testament und biblische Hermeneutik 1994–2008
- John M. Frame (* 1939), calvinistischer Theologe, Philosoph, in Westminster 2004–2019[20]
- Douglas J. Green, lehrte 1992–2015 Altes Testament and Biblische Theologie
- Timothy Keller (1950–2023), lehrte Praktische Theologie
- John Gresham Machen (1881–1937), Gründer und Neutestamentler
- John Murray (1898–1975), schottischer calvinistischer Theologe, Professor für Systematische Theologie 1931–1966
- Norman Shepherd (* 1933), Professor für Systematische Theologie 1963–1981
- Ned Stonehouse (1902–1962), lehrte Neues Testament 1929–1962
- Carl Trueman (* 1967), Lehrer und Professor für Kirchengeschichte 2002–2018
- Cornelius Van Til (1895–1987), Professor für Apologetik 1929–1979
- Paul Woolley (1902–1984), Professor für Kirchengeschichte 1929–1977
- George Douglas Young (1910–1980), Dozent für Hebräisch 1944–1948

## Bekannte Absolventen
Westminster Theological Seminary unterrichtete immer wieder Personen, die später einen hohen Bekanntheitsgrad erreichten:
- Dan Allender (* 1952), Theologiestudium
- Greg Bahnsen (1948–1995), Theologiestudium 1970–1973
- Peter Enns (* 1961), Theologiestudium mit Abschluss 1989
- John M. Frame (* 1939), Studium 1961–1964
- Bob Fu (* 1968), Menschenrechtsaktivist
- John H. Gerstner (1914–1996), presbyterianischer Theologe und Hochschullehrer für Kirchengeschichte in Pittsburgh
- Wayne Grudem (* 1948), Studium der Theologie, Neutestamentler in Phoenix
- George M. Marsden (* 1939), Studium, Historiker und Theologe
- Carl McIntire (1906–2002), Studium, Pastor und Gründer der Bible Presbyterian Church
- Harold John Ockenga (1905–1985), Theologiestudium mit Abschluss 1931
- Francis Schaeffer (1912–1984), Studium 1935 bis 1936
- Robert Charles Sproul (1939–2017), Theologiestudium mit Abschluss 1961
- George Douglas Young (1910–1980), Theologiestudium in den 30er Jahren